# Катамарка (провинција)
Катамарка (шп. Catamarca) је провинција смештена на северозападу Аргентине. Према северу се граничи са провинцијама Салта и Тукуман, према истоку са провинцијом Сантијаго дел Естеро, према југу са провинцијама Ла Риоха и Кордоба, док се према западу граничи са Чилеом.